# Ivo Škarić (jezikoslovac)
Ivo Škarić (Postira na Braču, 19. travnja 1933. – Zagreb, 29. siječnja 2009.) bio je hrvatski akademik, jezikoslovac, fonetičar i retoričar. Bio je dugogodišnji redovni profesor na Filozofskom fakultetu u Zagrebu, kasnije i professor emeritus. Bio je redoviti član HAZU, Matice hrvatske, Hrvatskog filološkog društva te prvi predsjednik Odjela za fonetiku. Osnivač i voditelj Govorničke škole.

## Životopis
Ivo Škarić rođen je 19. travnja 1933. godine u Postirima na Braču. Klasičnu gimnaziju završio je 1953. u Splitu. Na Filozofskom fakultetu Sveučilišta u Zagrebu diplomirao je 1958. godine hrvatski jezik i jugoslavensku književnost te francuski jezik. Doktorirao je disertacijom Povezanost emisije i percepcije u govoru 1965. godine.
Iste je godine izabran za docenta, a 1980.godine za redovnog profesora. Godine 1990. izabran je za člana suradnika HAZU. Godine 1992. dobio je državnu nagradu 'Bartol Kašić' za istaknuto znanstveno djelo u toj godini. Godine 2002. izabran je za predsjednika Hrvatskoga filološkog društva.
Bio je i šef Katedre za teorijsku fonetiku na Odsjeku za fonetiku. Predavao je na diplomskim studijima fonetike, lingvistike, Kazališne akademije, defektologije i novinarstva, kao i na postdiplomskim studijima. Školske godine 1989./90. predavao je na slavistici u Lundu i na visokoj pedagoškoj školi u Malmou u Švedskoj.
Bio je glavni urednik časopisa Govor, član uredništva časopisa Jezik, član uredništva časopisa Medijska istraživanja, član je HAZU, Matice hrvatske, Hrvatskoga filološkog društva, International Phonetic Association, inicijator osnutka i prvi predsjednik Odjela za fonetiku pri HFD-u.
Počevši od 1965. godine, održao je brojne tečajeve za govornike radija i televizije te sudjelovao u brojnim audicijama za prihvat novih djelatnika u tim medijima. Jedan je od inicijatora organiziranja posebne Službe za jezik i govor od 1991. godine pri HTV-u. Ivo Škarić je 1992. godine pokrenuo Govorničku školu, tečaj govorništva koji se pod njegovim ravnateljstvom održavao sve do njegove smrti.
Bio je glavni organizator znanstvenog skupa Istraživanja govora (Zagreb, 1985. - Govorne komunikacije, 1995. - Govor elektroničkih medija, 1998. - Neuroznanost i govor, 2001. - Retorika). Objavio je više od 150 znanstvenih i stručnih radova. Objavio je četiri knjige s područja fundamentalne fonetske znanosti i primijenjene fonetike (ortoepije, rehabilitacije slušanja i govora, te retorike).

## Jezična stajališta
Istakao se brojnim radovima iz područja fonetske znanosti, retorike i ortoepije. No, Škarić je općenacionalnu pozornost privukao svojim istupima u medijima i novinskim intervjuima u kojima se zalaže za radikalnu reformu hrvatskoga pravopisa, kao i jezika općenito. Škarićevi prijedlozi su dočekani različitim reakcijama: dominantna je bila da se radi o prekrupnom iskoraku i rezu u odnosu na sadašnje stanje, dok je znatna manjina mišljenja da će se, ovako ili onako, zbog same naravi pojednostavljenja društvene komunikacije većina predloženih rješidbi u budućnosti ostvariti. Akademik je Škarić, na osnovu eksperimentalnih fonetskih ispitivanja, kao i proučavanja hrvatske jezičnopovijesne baštine, predložio sljedeće promjene u slovopisu, akcentuaciji i pravopisu:
- da se, jer dobar dio Hrvata slabo razlikuje č i ć, a da dž praktički ne spada u fonetski inventar hrvatskoga jezika, hrvatska abeceda reducira na č i đ (tj. da otpadnu ć i dž), no da se uvede posebni znak za slogotvorni r̩ (u riječima kao kr̩v, gr̩m, pr̩st, ...)

- da se jat ne piše ni po šulekovskom (diete/djeteta), ni po kačić-karadžićevskom modelu (dijete/djeteta), nego kao –je- u svim slučajevima (djete/djeteta, ljepo, bjelo, cjelo, ...)

- da se umjesto 4, propišu 3 naglaska, jer Škarić smatra da je pokusima pokazao da govornici hrvatskoga ne razlikuju kratkosilazni i kratkouzlazni naglasak.

- da se fonem j ne bilježi u riječima stranoga podrijetla (kemia, dializa, socializam, historia/historiski, ...)

Parcijalni primjer (bez obilježbe slogovnoga r) bi bio sljedeći tekst. Po važećem pravopisu, tekst iz Krležinoga romana Na rubu pameti bi ovako izgledao:
"Osvijestio sam se na klinici gdje sam poslije toga odležao dvije nedjelje u punoj neizvjesnosti ....i tako je rizik sljepoće bio priličan."
Po Škarićevu prijedlogu:
"Osvjestio sam se na klinici gdje sam poslje toga odležao dvije nedjelje u punoj neizvjesnosti.....i tako je rizik sljepoče bio priličan."
Prigovori Škarićevim prijedlozima su višestruki, no, stave li se na stranu navika i poštovanje dosadašnje tradicije, izgleda da su najuvjerljiviji oni koji mu zamjeraju premali broj pokusa i statističkih uzoraka na kojima je temeljio svoja istraživanja. Također, jezičnopovijesni aspekt njegovih teza je dovođen u pitanje- iako je Škarićeva tvrdnja o jednoznačnom pisanju jata (najčešće kao –je-) i odbacivanju jednačenja po zvučnosti u većem broju slučajeva (podpis, podhvat, ...) u starijoj hrvatskoj književnosti znanstveno potkrijepljena uz određen broj izuzetaka (ispuniti, beskraj, slatko, ...).

## Citati
- Pozivam Hrvate da govore upravo hrvatski - bez moranja, bez prisile, bez frustracije, bez osjećaja krivnje. To zapravo znači da želim da Hrvati govore svoj hrvatski, onaj i onakav kakav im je u želji, jezik koji izrasta iz hrvatske narječne podloge, jezik koji od Hrvata uči kakav treba biti, a ne onakav koji opominje Hrvate da ga ne znaju i da bi ga trebali s trudom usvajati.

- Standardni engleski jezik oslanja se na izgovor Londona, standardni francuski na izgovor Pariza, talijanski opći izgovor temelji se na rimskome, ruski na moskovskome. Samo prestižni hrvatski izgovor slijedi istočnohercegovačko nepismeno selo. Tako nam se dogodilo da nam jezik, koji bi trebao biti najčvršći potporanj narodnosnog identiteta, stoji klimavo toliko da nas se i iznutra i izvana često podbada da nemamo svoj jezik. To je nepravedno i neistinito, s obzirom na to kako Hrvati u stvarnosti govore.

- Zbog svoje čvrste ča-kaj-što osnovice na kojoj sigurno stoji hrvatski je jezik u hrvatskim ustima prepoznatljivo zaseban. Mi hrvatski jezik imamo. Treba samo dobro i dobronamjerno pogledati u nj. U njemu ugledati svoje crte, svoju narav te ga priznati, prihvatiti i zavoljeti - bez obzira na to je li on takav po pisanim normama ili ne.

## Djela
- U potrazi za izgubljenim govorom, Školska knjiga etc., Zagreb, 1982. (2. dop. izd. 1988.)
- Temeljci suvremenoga govorništva, Školska knjiga, Zagreb, 2000. (2. izd. 2003., 3. izd. 2008.)
- Hrvatski govorili!, Školska knjiga, Zagreb, 2006. (2. izd. 2008.)
- Glasovi i oblici Hrvatskoga književnoga jezika, Globus, Zagreb, 2007. (suautori: Stjepan Babić, Stjepko Težak i Dalibor Brozović)
- Hrvatski izgovor, Globus, Zagreb, 2009.
- Argumentacija, Globus, Zagreb, 2011.[2]

Bibliografija Škarićevih radova do 2004. objavljena je u: Ivo Škarić: Bibliografija. Govor. 20 (1–2): 11–25

## Nagrade
- 1992.: Državna nagrada "Bartol Kašić", za znanstvenoistraživački rad u toj godini.[3]
- 2007.: Nagrada Ivan Filipović, za životno djelo.[4]

## Spomen
- U spomen na njega od 2012. godine u Postirima na otoku Braču održavaju se Dani Ive Škarića. Taj međunarodni znanstveni skup pokrenut je kako bi omogućio predstavljanje novih znanstvenih istraživanja i spoznaja s interdisciplinarnog područja retorike i teorije argumentacije.[5]

## Vanjske poveznice
- Ije je je  Arhivirana inačica izvorne stranice od 24. prosinca 2008. (Wayback Machine)
- Škarićev pravopisni prijedlog
- Pravi članovi Hrvatske akademije znanosti i umjetnosti  Arhivirana inačica izvorne stranice od 8. veljače 2009. (Wayback Machine)
- Razgovor: Profesor emeritus Ivo Škarić[neaktivna poveznica]